# 小河正史
小河 正史（おがわ まさし、1977年2月3日 - ）は、日本の元男性声優。兵庫県たつの市出身。

## 略歴
所属事務所は81プロデュースだった。
2005年に声優業を引退した。

## 人物
声種はバリトン。
趣味・特技は野球観戦、つっこみ。

## 後任
小河の引退後、以下の持ち役は太田哲治が引き継いだ。
| 役名         | 概要作品                              | 太田の初担当                                      |
| ------------ | ------------------------------------- | ------------------------------------------------- |
| シロー       | 『わがまま☆フェアリー ミルモでポン!』 | 『わがまま☆フェアリー ミルモでポン!ちゃあみんぐ』 |
| ライオンくん | 『とっとこハム太郎』                  | 第258話                                           |

## 出演作品

### テレビアニメ
2002年
- .hack//SIGN（キャラA、剣士）
- パラッパラッパー（客）
- ロックマンエグゼ（ぺんきち、観客A）
- わがまま☆フェアリー ミルモでポン!シリーズ（2002年 - 2005年、シロー〈初代〉、男子生徒、観客B、ミライ 他） - 3シリーズ[注 1]

2003年
- アソボット戦記五九（武装アソボットA、司祭、神官、ガリバー）
- おねがい☆ツインズ（男子生徒）
- おもいっきり科学アドベンチャー そーなんだ!（野良犬）
- カスミン（ロウソクD）
- 絶体絶命でんぢゃらすじーさん スペシャル版（アナウンサー）

2004年
- ゾイドフューザーズ（ジャック）
- みらくる! ぱんぞう（トク）
- マシュマロ通信（黒服）
- とっとこハム太郎（2004年 - 2005年、ライオンくん〈初代〉）

### 劇場アニメ
2002年
- ミニモニ。じゃムービー お菓子な大冒険!（ビスケット兵）

2003年
- 劇場版 とっとこハム太郎 ハムハムグランプリン オーロラ谷の奇跡 リボンちゃん危機一髪!（村人ハム）

### ゲーム
2003年
- わがまま☆フェアリー ミルモでポン! 対戦まほうだま

2004年
- コロッケ!Great 時空の冒険者（クスクス）

2005年
- わがまま☆フェアリー ミルモでポン! どきどきメモリアルパニック

### その他
2004年
- ぐっとくるサンデー（モモ）